# Естадио Кико Рейес
Естадио Кико Рейес (на испански: Estadio Kiko Reyes) е футболен стадион в квартал Такумбу на Асунсион, Парагвай.
На него играе домакинските си мачове отборът на „Пресиденте Хейс“. Капацитетът му е 6000 зрители. Прякорът му е „Фортът на Такумбу“ (El Fortín de Tacumbú).